# ماركوس أولسون
ماركوس جوناس مونوهي أولسون (بالسويدية: Marcus Jonas Munuhe Olsson) وهو لاعب كرة قدم سويدي في مركز الوسط والظهير الأيسر ولد في يوم 17 مايو 1988 في مدينة يفله في السويد، يلعب حالياً مع نادي بلاكبيرن روفرز وسبق له اللعب مع نادي هالمستاد ولعب مع منتخب السويد لكرة القدم ويبلغ طوله 180 سم، ماركوس أولسون هو شقيق مارتين أولسون لاعب نادي نورويتش سيتي حالياً.

## روابط خارجية
- ماركوس أولسون على موقع قاعدة بيانات كرة القدم.إي يو (الإنجليزية)
- ماركوس أولسون على موقع ناشيونال فوتبول تيمز (الإنجليزية)
- ماركوس أولسون على موقع Soccerbase.com (لاعب) (الإنجليزية)
- ماركوس أولسون على موقع Soccerway.com (الإنجليزية)
- ماركوس أولسون على موقع عالم كرة القدم.نت (الإنجليزية)